# Titus the Fox: To Marrakech and Back
Titus the Fox: To Marrakech and Back est un jeu vidéo de plates-formes développé et édité par Titus France, adaptation de Lagaf' : Les Aventures de Moktar - Vol 1: La Zoubida pour le marché extérieur à la France, sorti en 1991 sur DOS, Amiga, Amstrad CPC, Atari ST, Game Boy et Game Boy Color.

## Accueil
- Gamekult : 2/10 (GBC)[1]
- ST Format : 85 % (ST)[2]